# Trafittura con frecce
La trafittura con frecce era un sistema di esecuzione capitale usato presso vari  popoli antichi, tra cui i Vichinghi, i Maya e gli Indiani d'America. Il condannato veniva legato ad un albero o ad un palo e alcuni arcieri gli scagliavano addosso delle frecce, cercando di non colpire subito i punti vitali per prolungare l'agonia. Alcune tribù di Indiani d'America usavano questo supplizio in alternativa al rogo. I Maya giustiziavano in questo modo gli assassini. Secondo alcune fonti, il re Edmondo dell'Anglia orientale fu ucciso mediante trafittura con frecce dai vichinghi danesi di Ívarr Ragnarsson.
L'esploratore André Thevet ha riferito che anche le amazzoni del Sudamerica uccidevano i prigionieri trafiggendoli con le frecce, dopo averli appesi per i piedi ai rami di un albero.
Secondo Edward Gibbon, la trafittura con frecce fu usata anche nell'Impero bizantino durante il regno dell'imperatore Foca. 

## Agiografia cristiana
Secondo alcune cronache agiografiche, San Sebastiano subì questo tipo di supplizio nell'antica Roma nel III secolo d.C.